# NASCAR Craftsman Truck Series de 2003
A Temporada da NASCAR Craftsman Truck Series de 2003 foi a nona edição da NASCAR Camping World Truck Series, com 26 etapas disputadas o campeão foi Travis Kvapil.